# Anne Moen Bullitt
Anne Moen Bullitt (24 février 1924 - 18 août 2007) est une socialite, philanthrope et éleveuse de chevaux américaine,.  Jeune, elle est reconnue pour sa beauté et sa collection d'articles de haute couture classiques rares et précieux. 
Elle a acheté un domaine de 700 acres dans le comté de Kildare, en Irlande, où elle est devenue l'une des premières femmes éleveuses de chevaux d'Irlande.  

## Enfance et éducation
La mère de Bullitt est Louise Bryant, connue pour ses écrits sur la création de l’Union des républiques socialistes soviétiques où elle a voyagé avec son deuxième mari, John Silas Reed. Son père est le diplomate William C. Bullitt Jr. Le couple se marie en 1924, quatre ans après la mort de Reed et quelques semaines seulement avant la naissance d'Anne Moen. 
Bullitt grandit sans contact avec sa mère, dont son père a divorcé en obtenant sa garde exclusive. 

## Carrière

### Mode

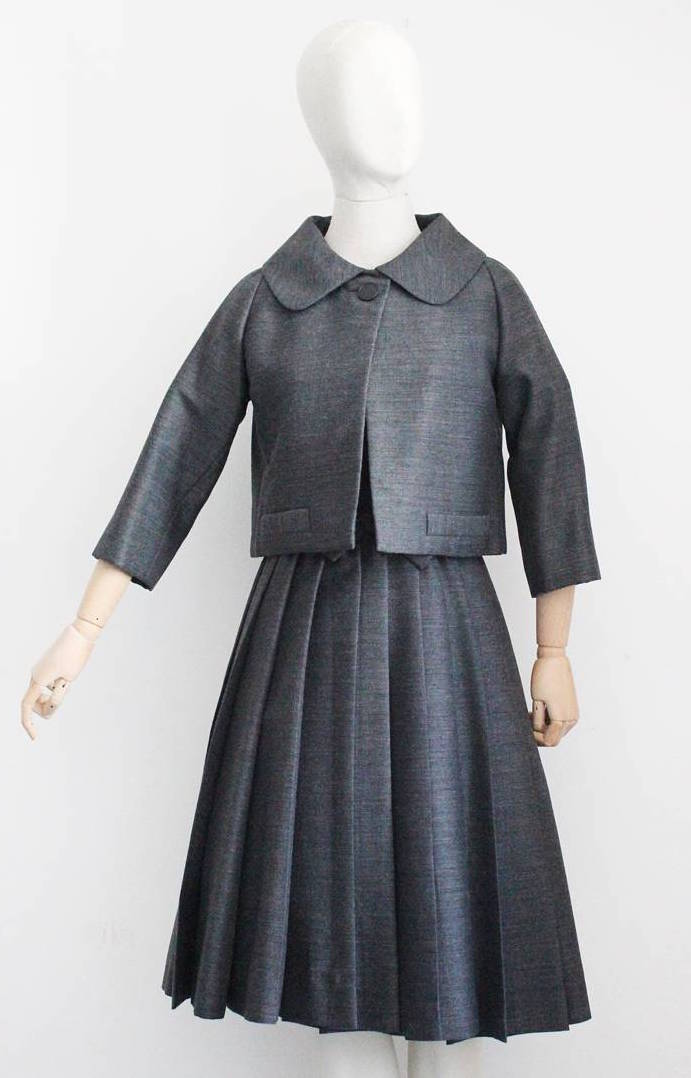
De la garde-robe d'Anne Moen Bullitt; Christian Dior par Yves Saint Laurent Costume « Zou Zou », Printemps/Été 1958. Collection Adnan Ege Kutay

Le magazine Decades remarque ses mensurations : une taille de 18 pouces et une poitrine généreuse. Lorsque ses héritiers mettent aux enchères sa vaste garde-robe d'articles de haute couture, chez Christie's, en 2009, l'Irish Independent a rapporté qu'elle avait une taille de 20 pouces et une silhouette en sablier. 

### Ouvrages de ses parents
Bullitt et ses conseillers font don des écrits de ses parents à l'alma mater de son père, l'Université de Yale, et elle a aidé à clarifier certains aspects de leur vie,. Son père était un des premiers amis et partisans de Sigmund Freud, et a publié une biographie controversée de Woodrow Wilson, intitulée Thomas Woodrow Wilson - A Psychological Study. Selon le New York Daily News, après que Freud a entendu Bullitt déclarer qu'elle était si dévouée à son père qu’elle le considérait comme son dieu, il aurait répondu qu’elle était la première enfant à confirmer sa théorie du complexe d'Œdipe. 

### Palmerston House and Stud
La santé de Bullitt devient très fragile alors qu’elle prend de l’âge. Sa vision se déteriore au point qu'elle ne vit que dans trois pièces de sa grande maison irlandaise. En 2000, elle accepte de vendre sa propriété à Jim Mansfield, allant à l’encontre des conseils de ses gestionnaires de patrimoine. La même année, ils la font mettre sous tutelle.  
En 2009, les héritiers de Bullitt poursuivent des entreprises appartenant à Mansfield.  Ils affirment qu'un dépôt de garantie n’a jamais été payé et que Mansfield se serait approprié certains éléments de la collection personnelle de Bullitt, y compris des œuvres de Pablo Picasso et des pistolets qui appartenaient à George Washington.